# Samtgemeinde Brookmerland
De Samtgemeinde Brookmerland is een Samtgemeinde in de Duitse deelstaat Nedersaksen. De gemeente ligt in de regio Oost-Friesland en behoort bestuurlijk tot de Landkreis Aurich.

Ligging van de SG in de LK Aurich. Marienhafe is donkerrood ingekleurd, de andere gemeentedelen roze.

De Samtgemeinde werd opgericht op 1 augustus 1969 en bestaat uit zes deelnemende gemeenten: Marienhafe, Leezdorf, Osteel, Rechtsupweg, Upgant-Schott en Wirdum. Brookmerland telt gezamenlijk ongeveer 13.000 inwoners. Hoofdplaats van de Samtgemeinde is Marienhafe.
Voor gegevens over de geschiedenis zie de artikelen over de diverse deelgemeentes.

## Buurgemeenten
Brookmerland grenst in het noorden aan Norden, in het noordoosten aan de Samtgemeinde Hage, in het oosten aan Großheide, in het zuidoosten aan Südbrookmerland, in het zuidwesten aan Krummhörn en in het uiterste zuiden aan Hinte.

## Economie
Van oudsher bestaat de gemeente, met uitzondering van Marienhafe, uit boerendorpen. Sedert 1960 neemt het belang van de agrarische sector voortdurend af. Veel mannen uit de Samtgemeinde vonden vervangend werk in de stad Emden, met name in de Volkswagen-autofabriek. Voor deze pendelaars zijn verspreid door de gemeente na  ca. 1965 dan ook woonwijken gebouwd. De Samtgemeinde Brookmerland kan dus in hoge mate als woonforensengemeente worden beschouwd.

## Bezienswaardigheden
- De Leezdorfer Mühle, een in 1897 gebouwde molen, type achtkante bovenkruier, is de belangrijkste bezienswaardigheid van Leezdorf. Ze herbergt een bescheiden, beperkt geopend  streekmuseum en een theeschenkerij.
- Birgit's Tiergarten, een kleine dierentuin in Rechtsupweg
- Het monument voor de sterrenkundigen David en Johannes Fabricius bij de kerk te Osteel (1895)

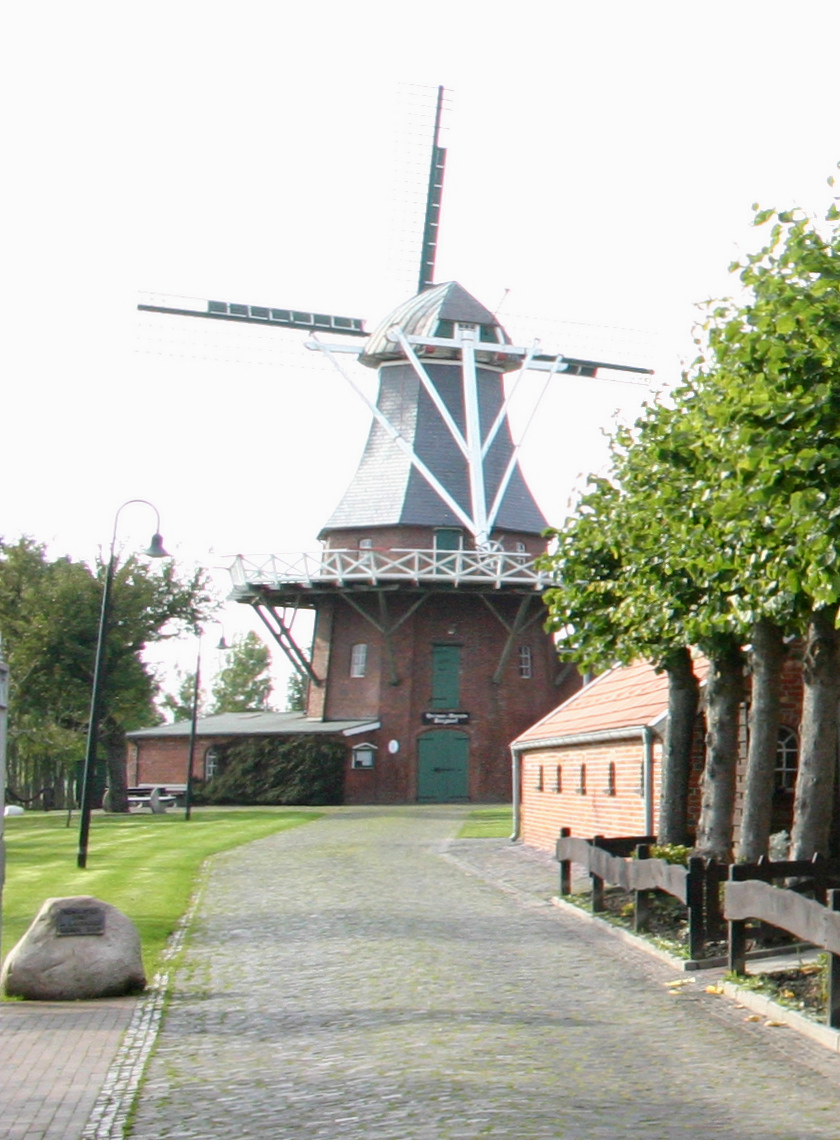
Leezdorfer Molen
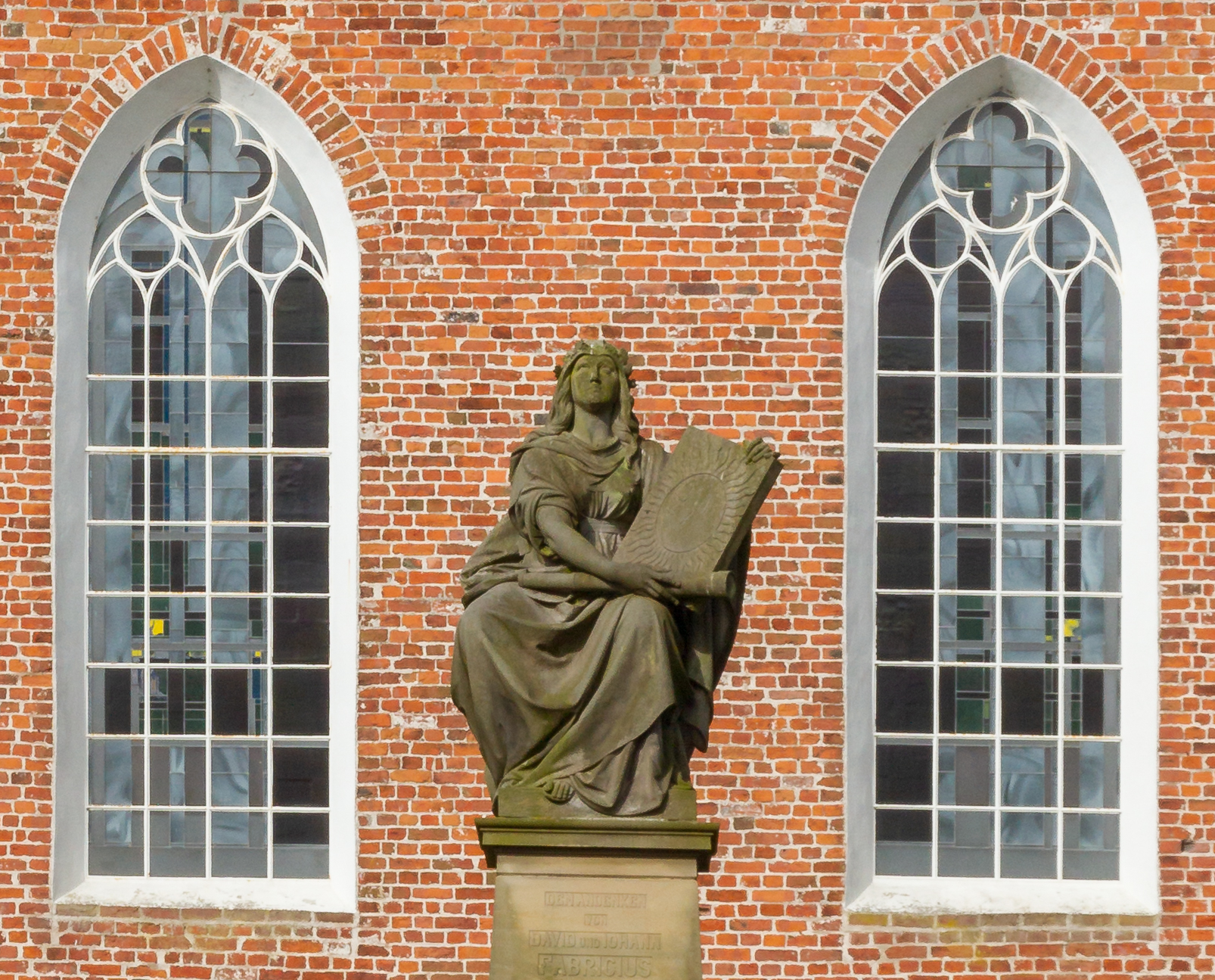
Monument David en Johannes Fabricius bij de kerk te Osteel

### Oude kerken
- De Mariakerk (Marienhafe) met haar 37 m hoge, massieve toren is het markantste gebouw van de gehele Samtgemeinde. In de kerk is een bescheiden Störtebeker- en kerkmuseum ondergebracht. Mensen, die goed ter been zijn, kunnen op bepaalde dagen en uren in de zomermaanden via een steile trap de toren beklimmen.
- Kerk van Siegelsum
- De Warnfriedkerk te Osteel met een vermoedelijk 14e-eeuwse toren is in 1830 op de plaats van een eerdere, wegens bouwvalligheid grotendeels gesloopte kerk gebouwd; delen van het oude gebouw, die stabiel genoeg waren, zijn in de nieuwe kerk ingebouwd. Het uit 1619 daterende orgel is van de hand van  Edo Evers[1] uit Groningen. Ook de kansel uit 1699 is kunsthistorisch interessant.
- De kerk van Wirdum

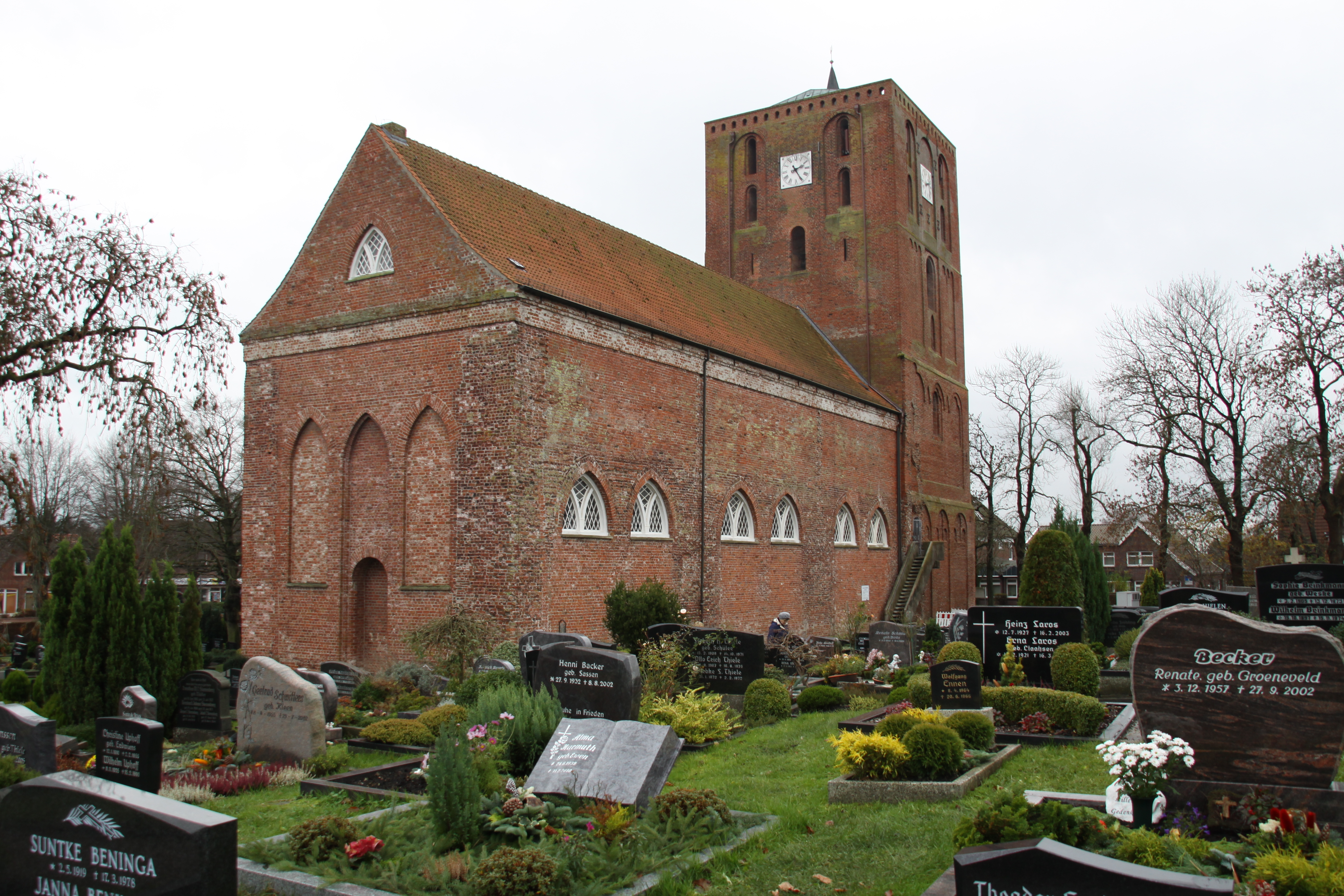
Mariakerk, Marienhafe
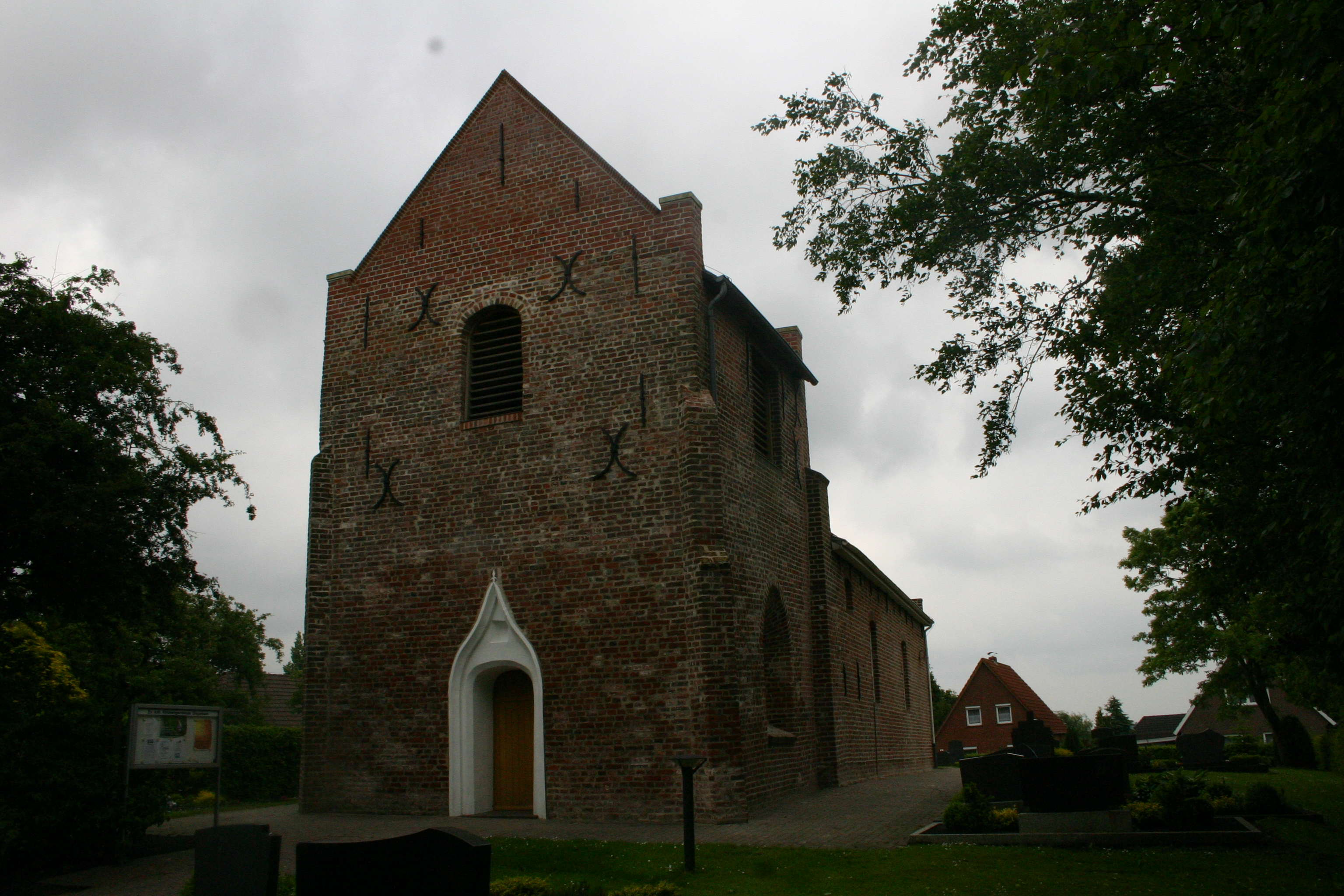
Kerkje van Siegelsum
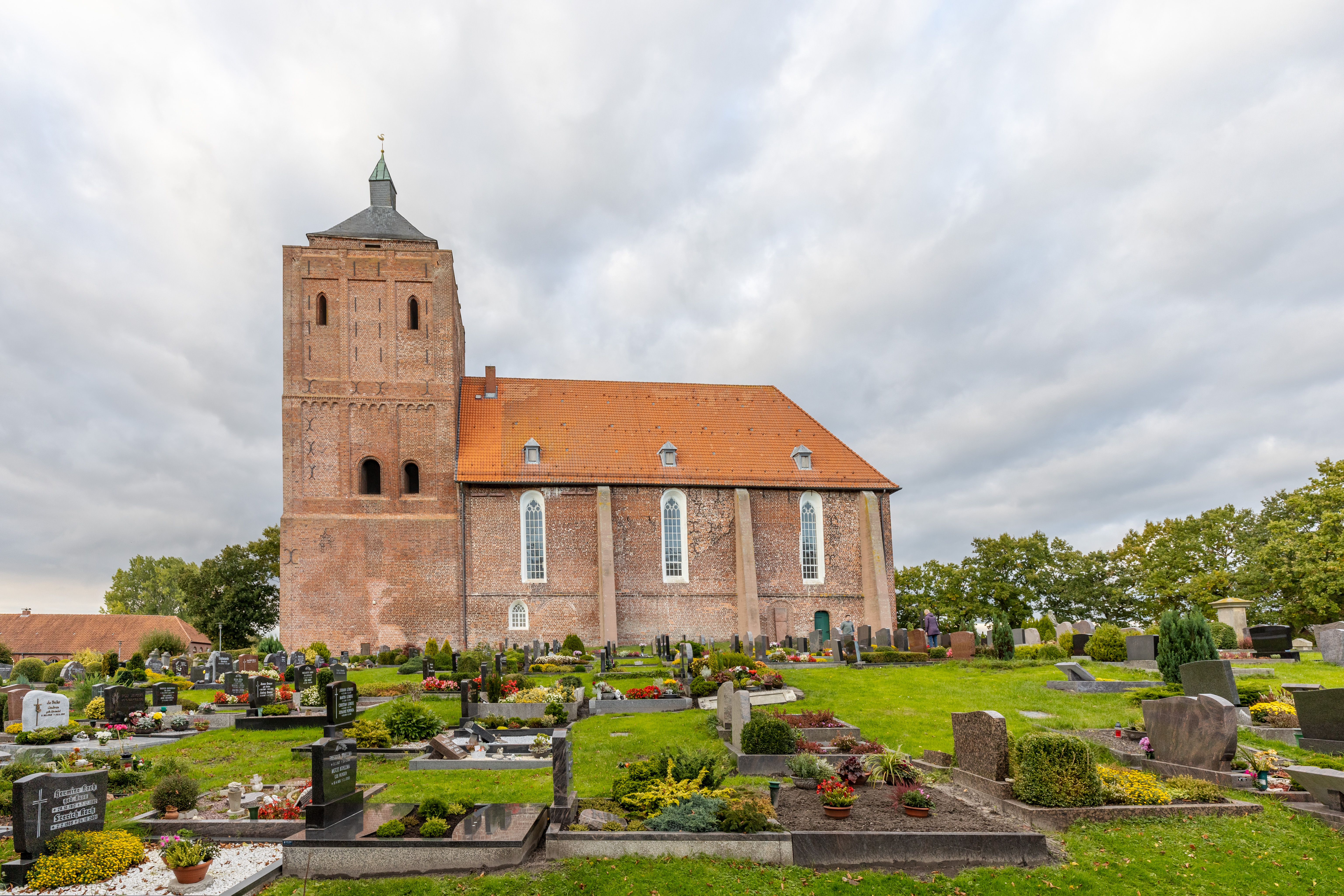
Warnfriedkerk, Osteel, toren
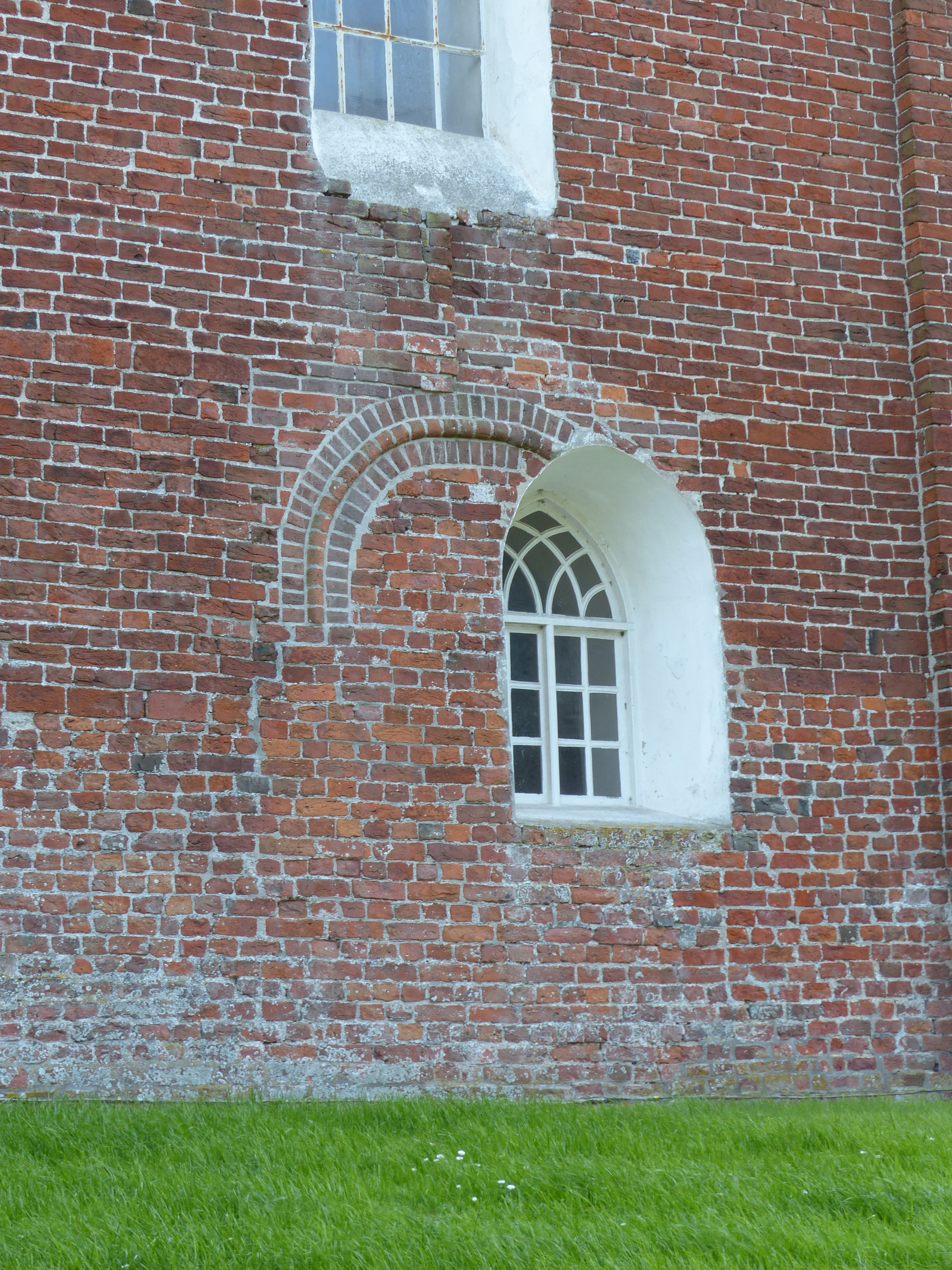
Warnfriedkerk, Osteel, bogen van het noordportaal
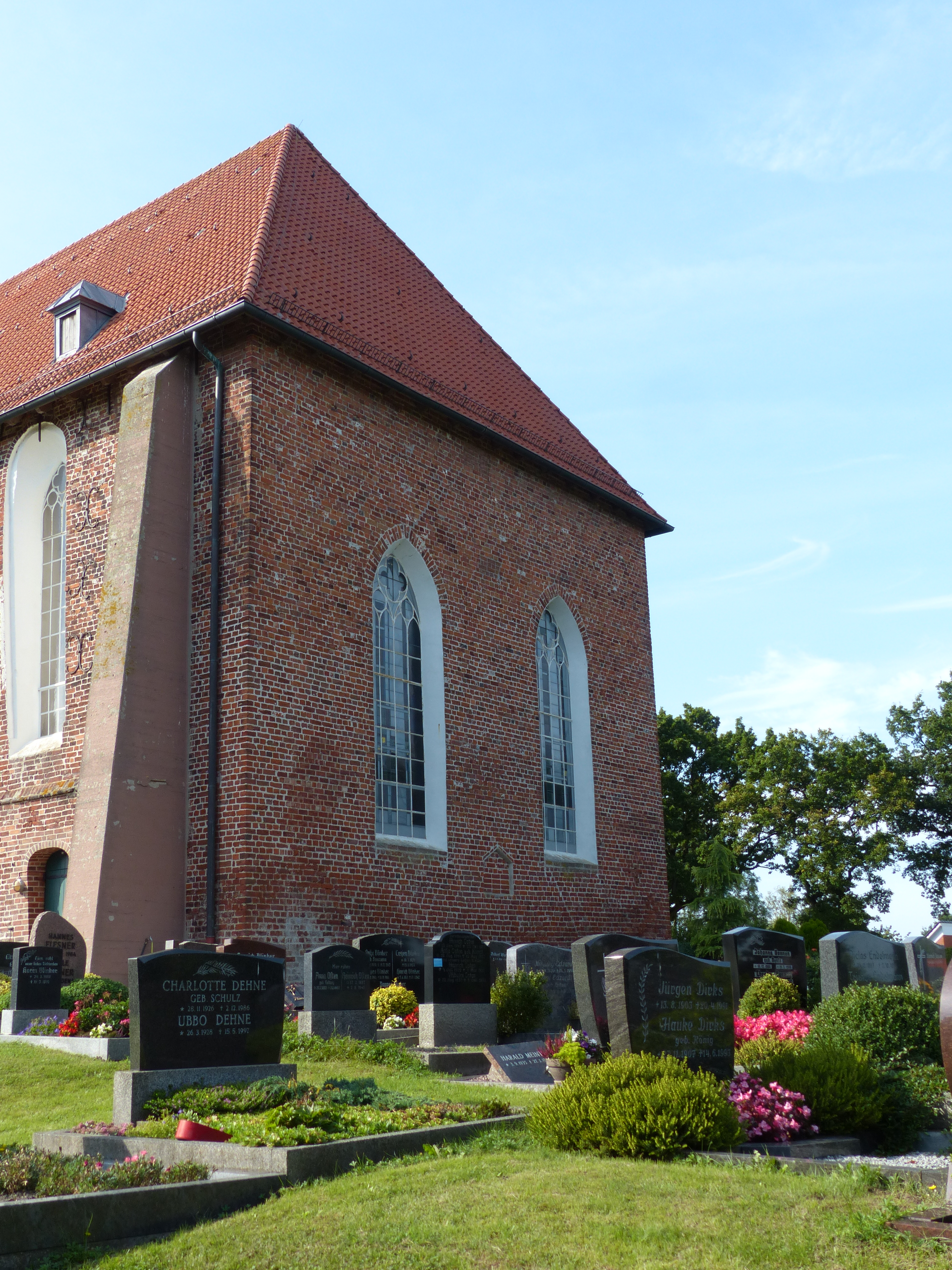
Warnfriedkerk, Osteel, oostwand
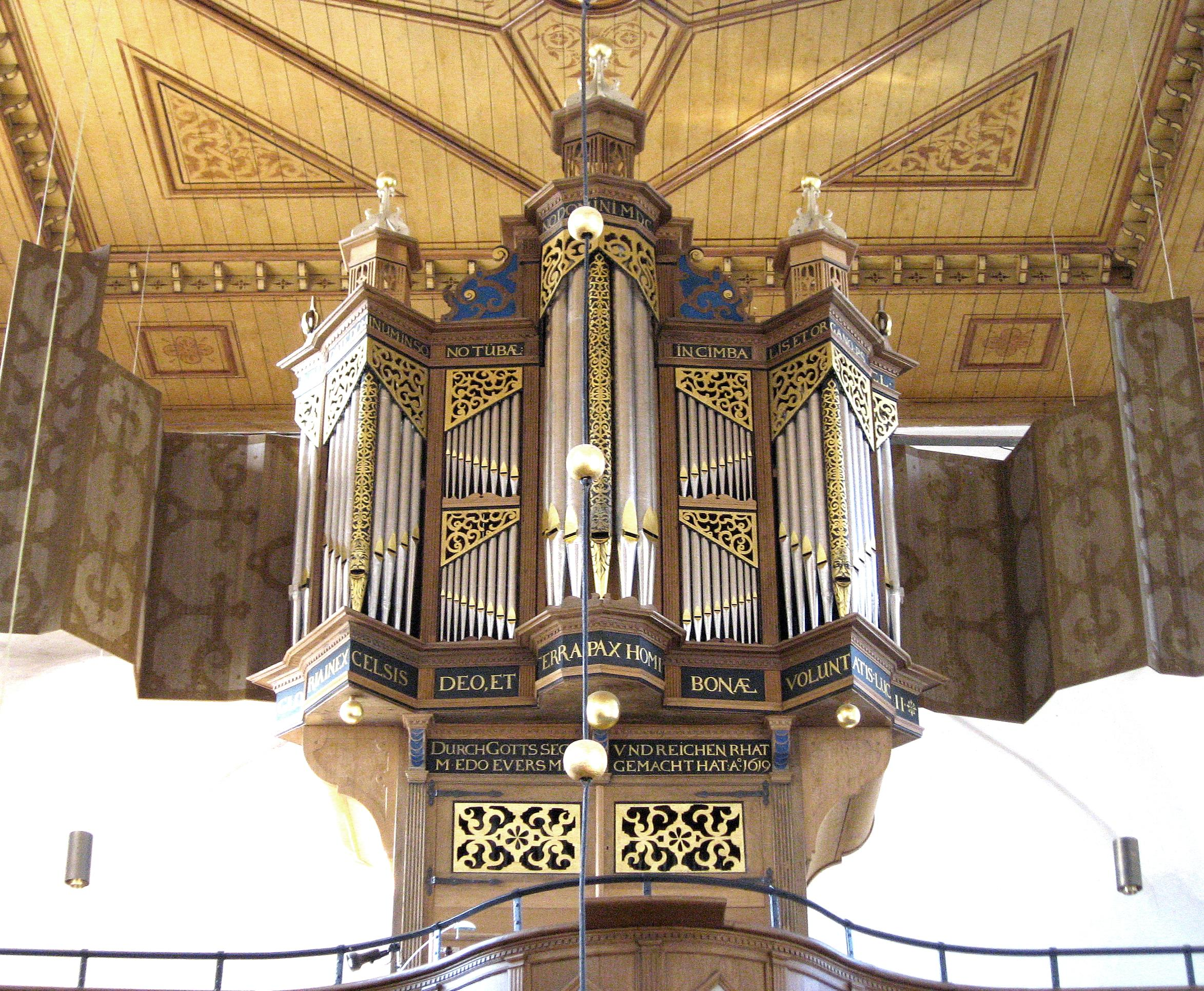
Orgel in deze kerk
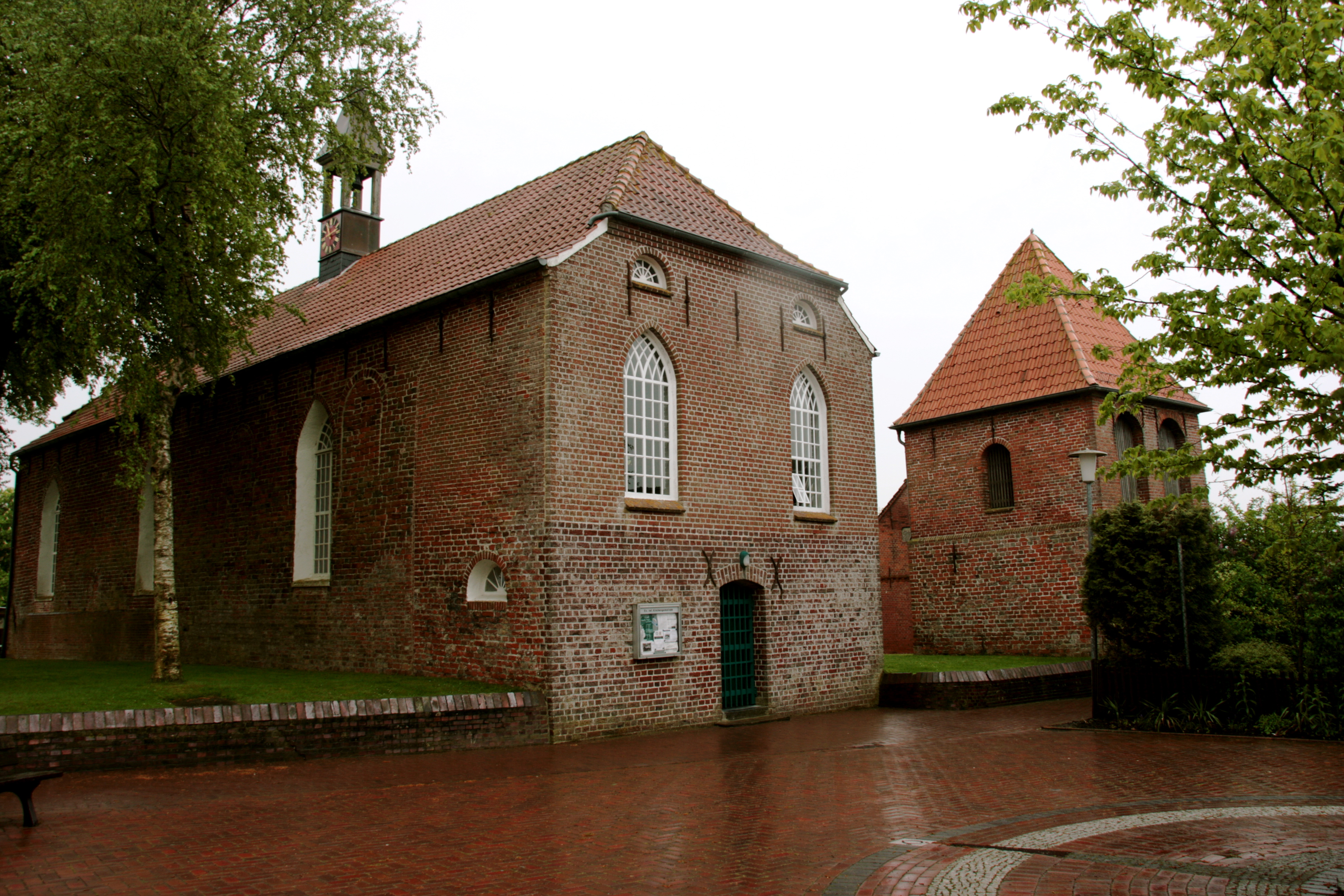
Kerk van Wirdum

### Natuurschoon, fietsroutes e.d.
- Natuurreservaat "Bahnkolk Upgant-Schott", aan het spoor direct achter station Marienhafe,  is 8,7 hectare groot. Het bestaat uit een plas met rietkragen die in het begin van de 20e eeuw ontstond door grindwinning. De plas is vanwege de diversiteit aan vogels ecologisch waardevol en ontsloten door een eromheen lopend wandelpad.
- Enige kleine, voor de avifauna belangrijke, veen- en weidegebieden staan onder natuurbescherming. Deze gebieden zijn in het algemeen niet voor bezoekers toegankelijk.

## Politiek
De deelnemende gemeenten hebben hun juridische en politieke onafhankelijkheid behouden. Wel worden enkele taken gemeenschappelijk uitgevoerd. 

### Gemeenteraad
De Samtgemeinde Brookmerland kent een eigen gemeenteraad, welke uit 31 zetels bestaat. Ambtshalve is hiervan één zetel gereserveerd voor de burgemeester.
De zetelverdeling in de gemeenteraad is sinds 2021 als volgt:
| Partij                 | Zetels |
| ---------------------- | ------ |
| SPD                    | 12     |
| CDU                    | 4      |
| Bürger Wählergruppe    | 4      |
| Bündnis 90/Die Grünen  | 2      |
| Diverse lokale lijsten | 8      |
| Burgemeester1          | 1      |

1 Ambtshalve

## Jumelage
Brookmerland heeft een jumelage met Melksham in Engeland, gelegen aan de East Avon in het westen van Wiltshire.

## Belangrijke personen in relatie tot Brookmerland
- Klaus Störtebeker, 14e-eeuws piraat, lange tijd te Marienhafe woonachtig
- David Fabricius (Esens, 9 maart 1564 - Osteel, 7 mei 1617)[4]) theoloog, belangrijk amateur-astronoom en cartograaf. Ontdekte de veranderlijkheid van de ster Mira. Hij was de vader van :
- Johannes Fabricius (Resterhafe, 8 januari 1587 - Marienhafe, 19 maart 1616), lange tijd in Osteel woonachtig, belangrijk astronoom en mede-ontdekker van de zonnevlekken
- Dieter Eilts, oud-voetballer, 31-voudig Duits international, meer dan 14 jaar lang middenvelder bij SV Werder Bremen